# Bronowiec
Bronowiec es una localidad del distrito de Bolesławiec, en el voivodato de Baja Silesia (Polonia). Se encuentra en el suroeste del país, dentro del término municipal de Osiecznica, a unos 11 km al noroeste de la localidad homónima y sede del gobierno municipal, a unos 23 al noroeste de Bolesławiec, la capital del distrito, y a unos 126 al oeste de Breslavia, la capital del voivodato. En 2011, según el censo realizado por la Oficina Central de Estadística polaca, su población era de 62 habitantes. Bronowiec perteneció a Alemania hasta 1945.